# Ökumenische Kapelle HafenCity

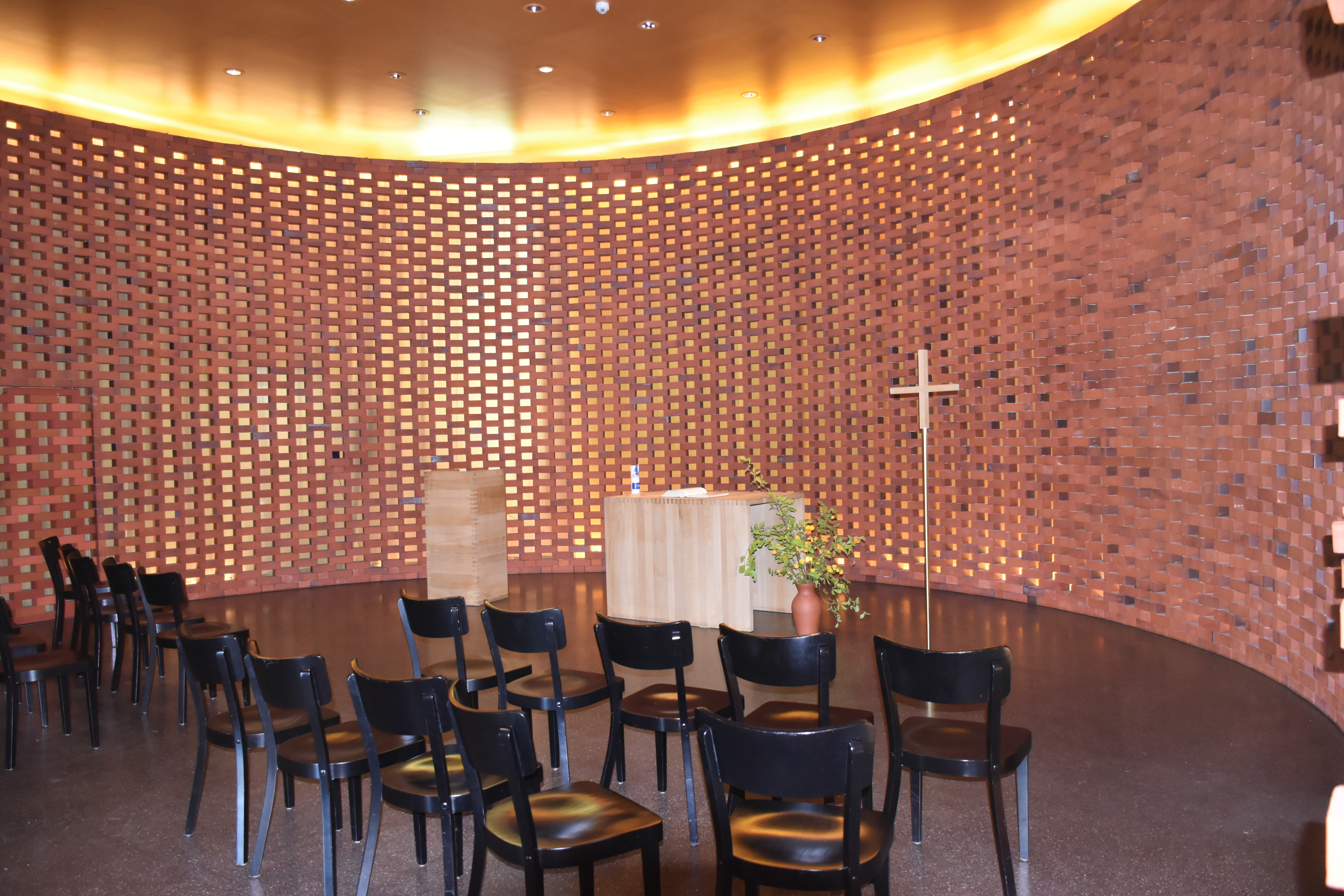
Ökumenische Kapelle

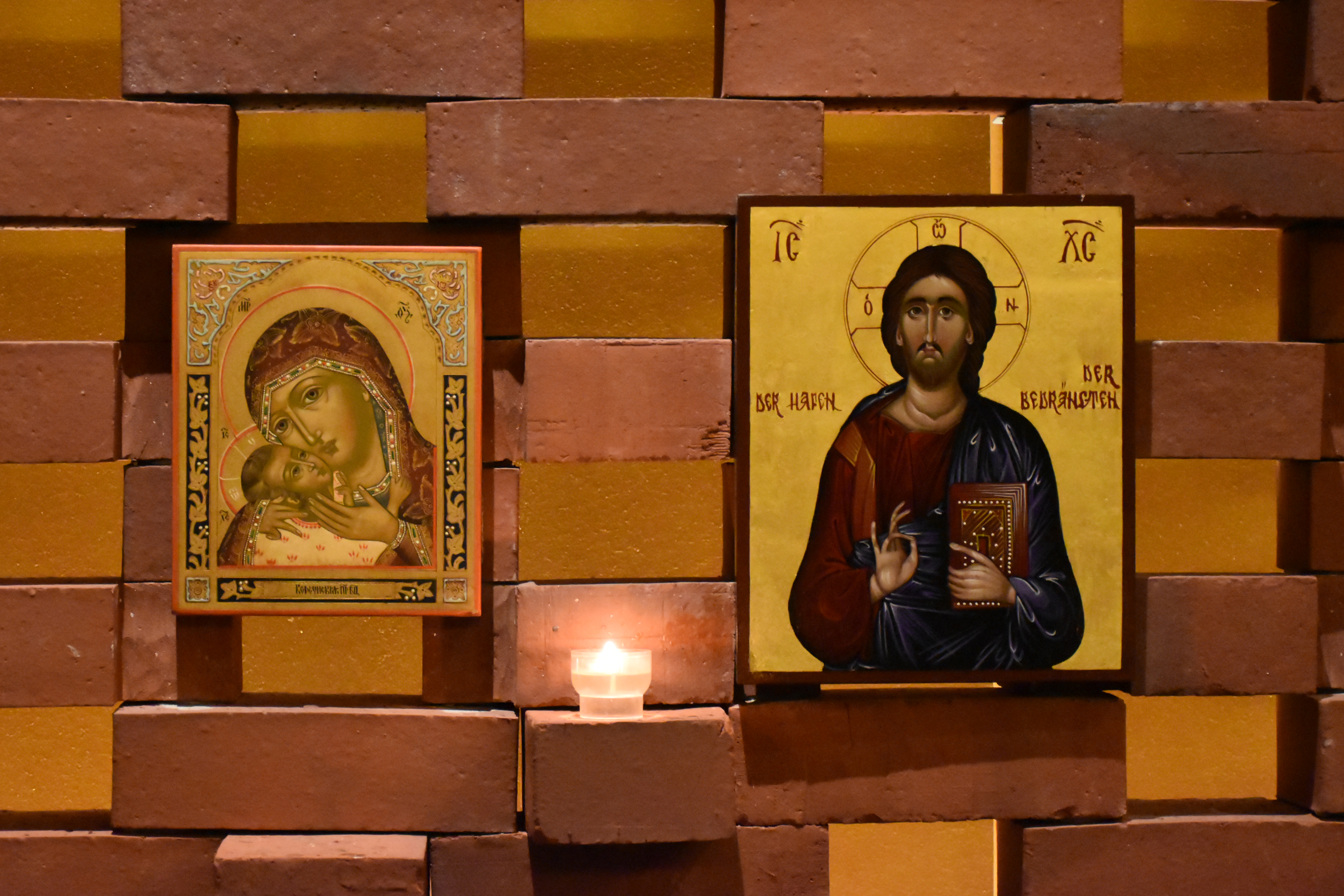
Ikonen

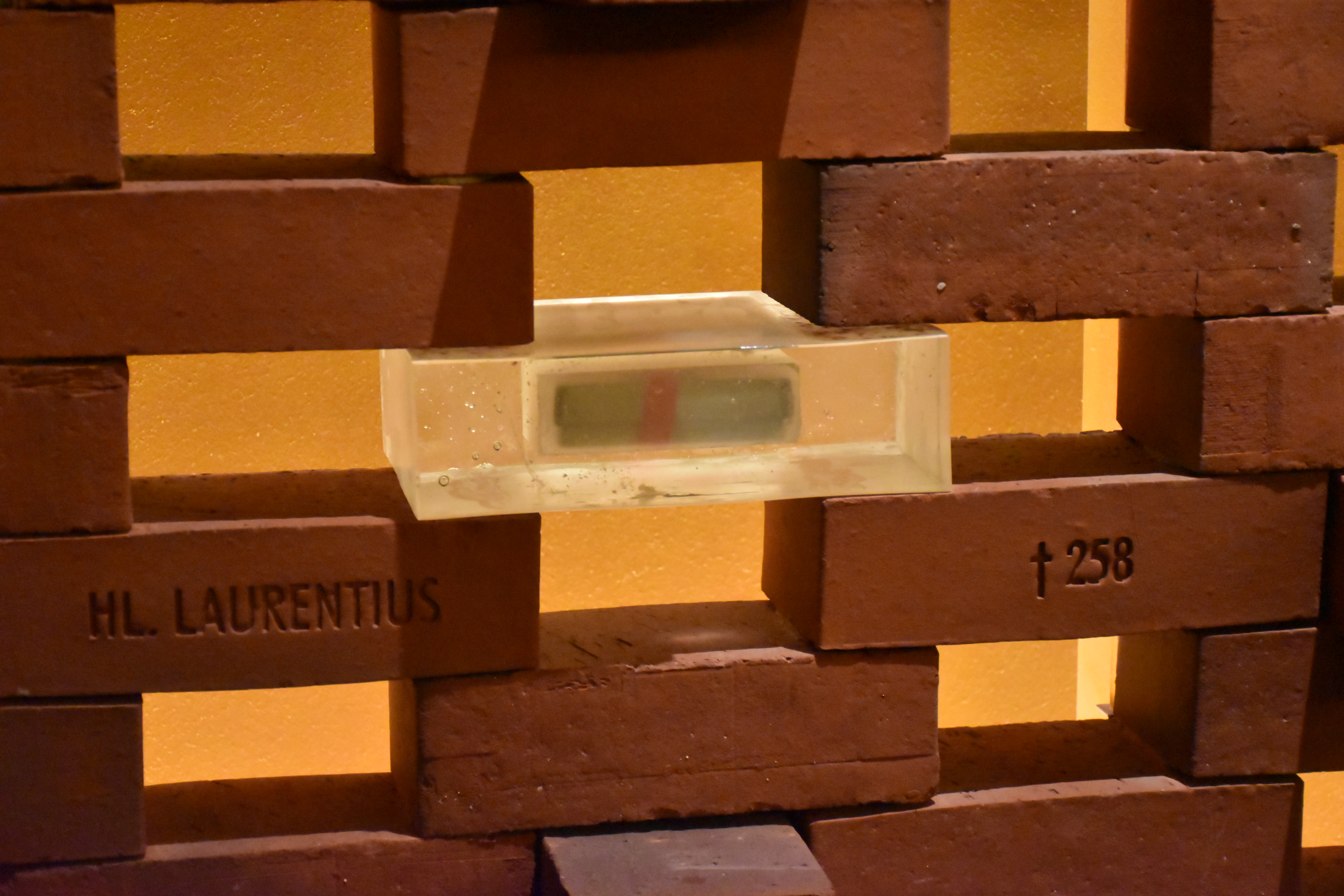
Laurentiusreliquie

Die Ökumenische Kapelle ist das Zentrum des Ökumenischen Forums HafenCity in Hamburg, Shanghaiallee 12. Sie befindet sich im Erdgeschoss des Forums, zusammen mit einem Café und einem Veranstaltungssaal. In den oberen Etagen gibt es Büros und Wohnräume. Die Kapelle ist als Ort der Stille täglich geöffnet; es finden dort regelmäßige Mittags- und Abendgebete statt.

## Geschichte
Die Hamburger HafenCity wurde 2008 als neuer Stadtteil konstituiert. Bereits 2007 gründeten Vertreter von 17, später 19 christlichen Denominationen in Hamburg den Verein Brücke – Ökumenisches Forum HafenCity, der die Schaffung eines überkonfessionellen Kirchenzentrums für den Stadtteil anstrebte. Der Verein beauftragte den ökumenischen Laurentiuskonvent, eine 1959 in Delmenhorst entstandene überkonfessionelle geistliche Gemeinschaft, das spirituelle Leben im künftigen Forum gemeinsam mit der Pastorin des Hauses zu gestalten. 2012 wurde das Ökumenische Forum HafenCity in Trägerschaft des Vereins Brücke fertiggestellt und eröffnet. Die Hamburger Gruppe des Laurentiuskonvents bewohnt gemeinsam mit einer Ökumenischen Hausgemeinschaft die oberen Etagen.

## Kapelle
Der Besucher betritt, von der Straße kommend, zunächst einen Vorraum. Auf den Türen der Kapelle sind Zitate der Charta Oecumenica in mehreren Sprachen (Dänisch, Deutsch, Englisch, Russisch) zu lesen. Die Kapelle hat einen meditativen, nüchternen Charakter. Der Blick fällt auf eine halbrunde Ziegelrückwand. Die Steine der Apsis sind auf Loch gesetzt und mit warmem Licht hinterleuchtet. Davor befinden sich Altar, Lesepult und Kreuz.
Die vom Eingang gesehen linke Seite der Backsteinwand wurde von den Kirchen gestaltet, in denen Bilder eine stärkere Rolle spielen. So sieht man hier eine russisch-orthodoxe Ikone der Gottesgebärerin und eine griechisch-orthodoxe Ikone „Jesus Christus, der Hafen der Bedrängten“. Das römisch-katholische Erzbistum Hamburg trug eine Reliquie des altkirchlichen Armenfürsogers und Märtyrers Laurentius von Rom bei, die Alt-Katholische Pfarrgemeinde ein Zitat des Bischofs Joseph H. Reinkens: „Alles, was nicht aus Überzeugung getan wird, ist Sünde.“
Die rechte Seite der Backsteinwand haben die an dem Projekt beteiligten Kirchen der Reformation gestaltet, welche sich eher als Kirchen des Wortes verstehen. Hier wurden Backsteine mit für die jeweilige Konfession charakteristischen Texten beschriftet:
- Anglikanische Kirche: „No one has greater love than this, to lay down one’s life for one’s friends.“ (Joh 15,13 LUT)
- Evangelisch-lutherische Kirche: „Dein Wort ist meines Fußes Leuchte und ein Licht auf meinem Wege.“ (Ps 119,105 LUT)
- Evangelisch-reformierte Kirche: „Du sollst dir kein Bildnis noch irgendein Gleichnis machen, weder von dem, was oben im Himmel, noch von dem, was unten auf Erden, noch von dem, was im Wasser unter der Erde ist.“ (Ex 20,4 LUT)
- Evangelisch-freikirchliche Gemeinden (Baptisten): „Ein Herr, ein Glaube, eine Taufe, ein Gott und Vater aller Menschen.“ (Eph 4,5–6 LUT)
- Mennonitengemeinde: „Richte du, Gott, unsere Füße auf den Weg des Friedens.“ (Lk 1,79 LUT)
- Evangelisch-methodistische Kirche: „Wir denken und lassen denken und bestehen nur auf einem, dem Glauben, der durch die Liebe tätig ist.“ (John Wesley)